# Меньшиков, Виктор Иванович
Виктор Иванович Меньшиков (1921—1976) — советский военный инженер, генерал-майор (1967), заслуженный деятель науки и техники Казахской ССР (1968), лауреат Государственной премии СССР (1967).

## Биография
Родился 20 марта 1921 года в г. Новоузенск Саратовской губернии.
С августа 1941 года находился на военной службе. Окончил Военную электротехническую академию связи им. С. М. Будённого (1943). С января 1944 по май 1945 года участвовал в Великой Отечественной войне — 1-й Белорусский фронт, командир взвода батальона электрозаграждений.
С июля 1945 года — командир взвода батальона специального минирования. С августа 1946 года — начальник артиллерийско-технического снабжения отдельного батальона. С октября 1946 года — в бригаде особого назначения РВК — техник-испытатель, с марта 1948 — инженер, а с июля 1948 года — начальник лаборатории испытания электроприборов.
С ноября 1948 года работал в 1-м Управлении Государственного центрального полигона: инженер-испытатель, начальник группы (1950), заместитель начальника лаборатории (1951), заместитель начальника отдела по стартовой позиции (1954), начальник отдела (1955), заместитель начальника 1-го испытательного управления полигона по опытно-испытательным работам (1958), заместитель начальника 2-го испытательного управления полигона (1960).
С декабря 1961 года — на полигоне Байконур, начальник 3-го управления. С декабря 1962 года — начальник 4-го испытательного управления. С октября 1968 года — научный консультант филиала НИИ-4 .
Стал лауреатом Государственной премии СССР (1967) — за создание автоматизированного ракетного комплекса с лёгкими ампулизированными межконтинентальными ракетами УР-100 и одиночными шахтными рассредоточенными пусковыми установками типа «ОС».
Заслуженный деятель науки и техники Казахской ССР (1968). Награждён орденами Ленина (1966), Трудового Красного Знамени (1959), Красной Звезды (1945, 20.4.1956, 30.12.1956) и медалями.
Умер 16 июля 1976 года в пгт. Болшево Московской области; похоронен на Болшевском кладбище.